# Гвинтокрил

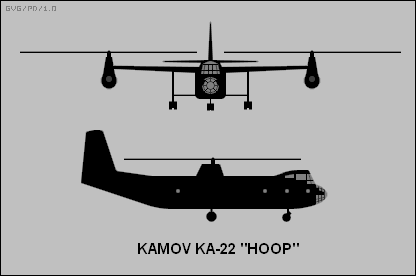
Гвинтокрил Ка-22

Гвинтокрил, також ґвинтокрил (англ. rotor-winged aircraft) — аеродинамічний літальний апарат, в якому підіймальна сила створюється завдяки комбінованій несучій системі, побудованій на одному або двох несучих ґвинтах та крилі. У міжнародній термінології поширені назви гіродин, геліплан[джерело?].
Згідно з «Авіаційними правилами України» (АПУ) гвинтокрил — це літальний апарат, важчий за повітря, який переміщується за допомогою силової установки і підтримується в повітрі за рахунок взаємодії повітря з одним або декількома несучими гвинтами.

## Опис
Гвинтокрил — це комбінація гелікоптера та літака: він має крило, обрамлення крил, несучі гвинти, як у гелікоптера, і тягові гвинти, як у літака. Ґвинтокрил, як і гелікоптер, може виконувати вертикальний зліт та посадку, а наявність крил та двигунів з тяговими ґвинтами дозволяє йому розвивати доволі велику швидкість горизонтального польоту (понад 500 км/год). Два суттєво різних режими польоту призводять до багатьох компромісів в технічних рішеннях і, як наслідок, до низької ефективності цього літального апарата[джерело?].

## Історія
Найпершим детально розробленим проектом гвинтокрила є Р-1003 фірми «Вессерфлюг», який був створений у Німеччині у 1938 р. конструкторами Рорбахом і Сімоном. У 1960 р. в повітря піднявся експериментальний гвинтокрил Ка-22. Це був принципово новий тип літального апарата, який поєднував у собі переваги вертольота і літака. Ка-22 повинен був заповнити нішу між літаками і вертольотами. У 1961 р. пілот-випробовувач Д. К. Єфремов разом зі своїм екіпажем встановив 8 світових рекордів на Ка-22. Його максимальна вантажопідйомність досягала 16,5 т, а швидкість польоту — 375 км/год. В деяких джерелах до сучасних апаратів такого типу; відносять гелікоптер Ка-50 («Чорна акула»). Але це помилка, так як крило в нього використовується виключно для розміщення озброєння.